# Cheerleading

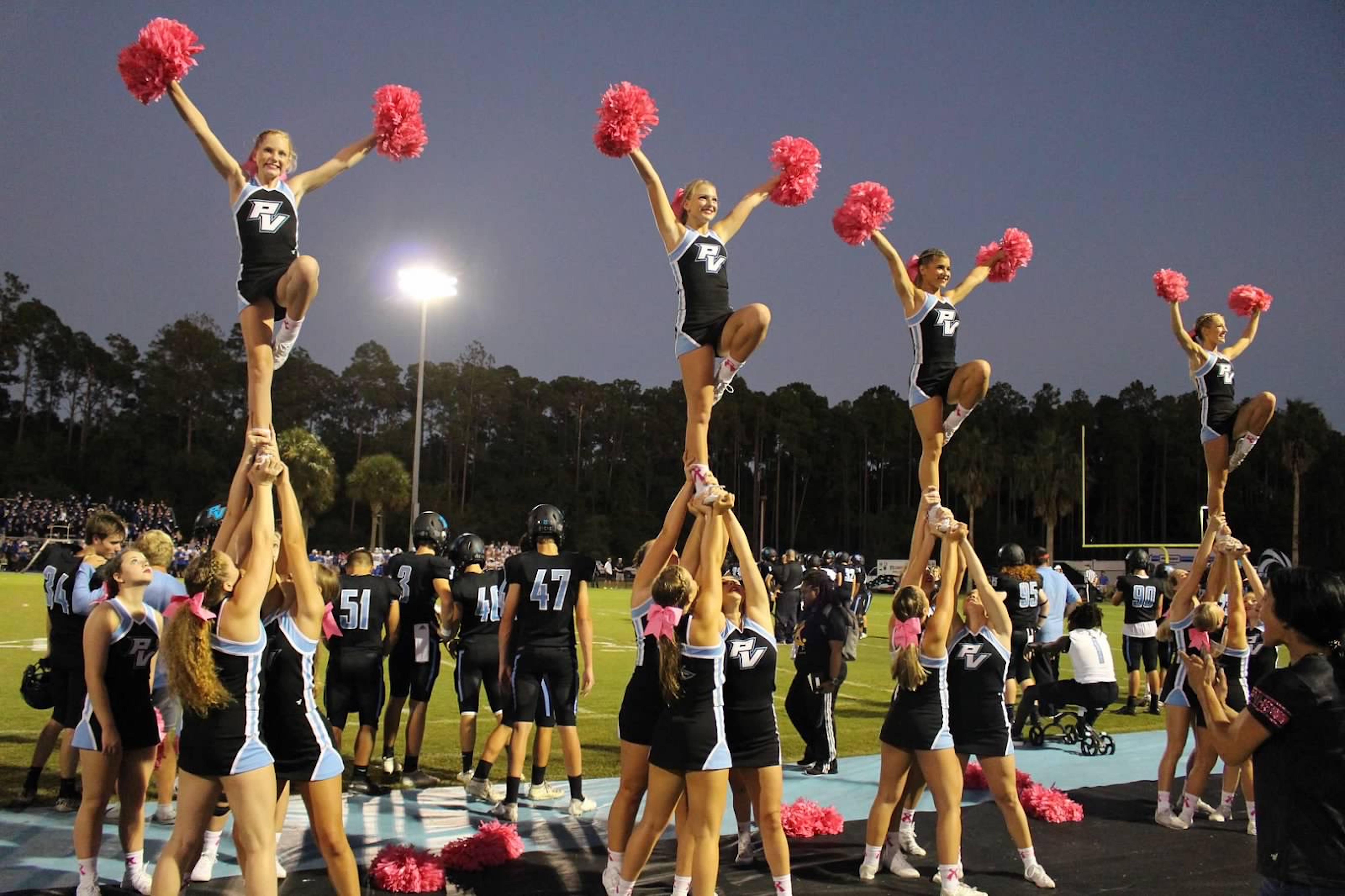
Liberty Stunt

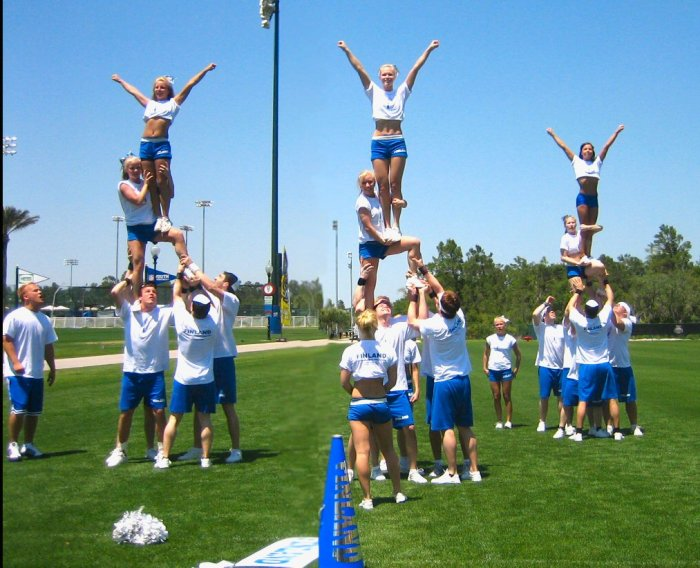
2 ½ high Pyramiden

Cheerleading (von englisch cheer ‚Beifall‘ und to lead ‚(an)führen‘, also sinngemäß „den Beifall anführen“) ist ein Mannschaftssport, der aus Elementen des Bodenturnens, der Akrobatik, des Tanzes sowie aus Anfeuerungsrufen besteht. Betreiber dieser Sportart werden als Cheerleader bezeichnet.
Die ursprüngliche Aufgabe von Cheerleadern war das Anfeuern der eigenen Sportmannschaft und die Animation des anwesenden Publikums bei Veranstaltungen und Wettkämpfen, vor allem im American Football, Basketball und auch weiteren Mannschaftssportarten.
Heute wird Cheerleading überwiegend als selbstständiger Wettkampfsport betrieben. Es finden verschiedenste Cheerleading-Meisterschaften auf nationaler und internationaler Ebene statt. Nach festem Regelwerk präsentieren die Teams (auch „Squads“ genannt) eine aus unterschiedlichen Elementen bestehende, 2- bis 3-minütige Routine (Programm/Kür). Diese wird dann von Juroren nach Schwierigkeitsgrad und Ausführung bewertet. Die meisten Teams arbeiten konsequent auf die Meisterschaften hin und sehen darin inzwischen ihre Hauptaufgabe.

## Geschichte

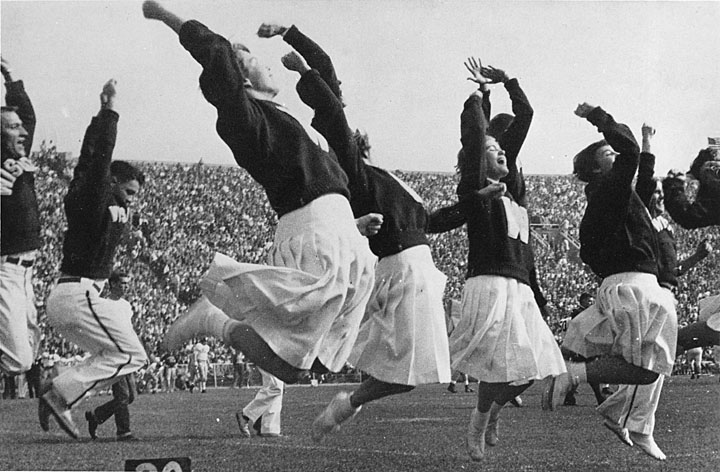
Erste weibliche Cheerleader traten sporadisch in den 1950er Jahren auf

Cheerleading entstand Ende des 19. Jahrhunderts in den USA, wo es am 2. November 1898 bei einem Endspiel zwischen den Teams der University of Minnesota und der Northwestern University im American Football mit organisierten Anfeuerungsrufen aus dem Publikum begann. Damals waren ausschließlich Männer als Cheerleader zu finden. Mit der Zeit wurden Tanzbewegungen, Hebefiguren und bereits Pompons eingeführt.
In den 1930er Jahren wurde neben dem klassischen Cheering auch Einlagen zu Musik aufgeführt, um Zuschauer von Schulsportveranstaltungen zu unterhalten. Auch Frauen wurden nun zum Cheerleading zugelassen, waren aber noch die Minderheit. Erst im Zweiten Weltkrieg, als viele Männer Militärdienst leisteten, erhöhte sich die Anzahl weiblicher Athleten.
In den 1970er erweiterte sich Cheerleading um weitere, vor allem athletische und akrobatische Elemente wie Stunts, komplexeren Pyramiden und Basket Tosses. Cheerleading differenziert sich in Performance Cheer mit einem Fokus auf Schautanz und dem modernen sportlichen Cheerleading. In beiden Ausrichtungen wurden nun Wettbewerbe ausgetragen.
Mit ansteigender Popularität in den USA verbreitete sich Cheerleading und Performance Cheer ab 1980 auch in Japan, Chile, Deutschland, United Kingdom, Finnland, Schweden und Norwegen.

## Ausrichtungen
Im Cheer-Sport unterscheidet man zwischen folgenden grundsätzlichen Ausrichtungen:

### Cheerleading
Im Mittelpunkt stehen hier die Cheer-Elemente Akrobatik (Stunts, Baskets, Pyramiden), das Bodenturnen (Tumbling) sowie die Anfeuerungsrufe (Cheer). Im Wettkampf wird eine 2- bis 3-minütige Routine vorgeführt, diese ist als Choreografie in ein Musik-Medley eingebunden, die jeweils passend zum jeweilige Cheer-Element variiert. Je mehr Elemente in einer Routine eingebunden werden und vor allem je mehr Sportler diese synchron ausführen, desto höher ist die Wertung. Die Routines werden in den jeweiligen Alters- und Leistungsklassen von einer Jury mit Score Sheets bewertet. Wettkampfcheerleading unterscheidet zwischen Allgirl-Teams mit nur Mädchen oder Frauen und Coed-Teams die als Mixed antreten.

### Cheerdance/Performance Cheer
Im Mittelpunkt steht hier der Tanzsport. Es werden verschiedene Tanzstile angeboten, wie z. B. Freestyle Pom (CCVD), HipHop (CCVD), Jazz (CCVD) und Theme Dance (CVD). Cheerdance wird ebenfalls als Wettkampfsport betrieben oder als Einlage vor den Spielen und in der Halbzeitpause anderer Sportereignisse. Vor allem in den USA haben die meisten Football- und  Basketball-Mannschaften im Profisport eigene Cheerdance Teams, die auch einer eigenständigen popkulturellen Aufmerksamkeit unterliegen, wie z. B. die Dallas Cowboys Cheerleaders.

## Cheer-Elemente

### Cheer

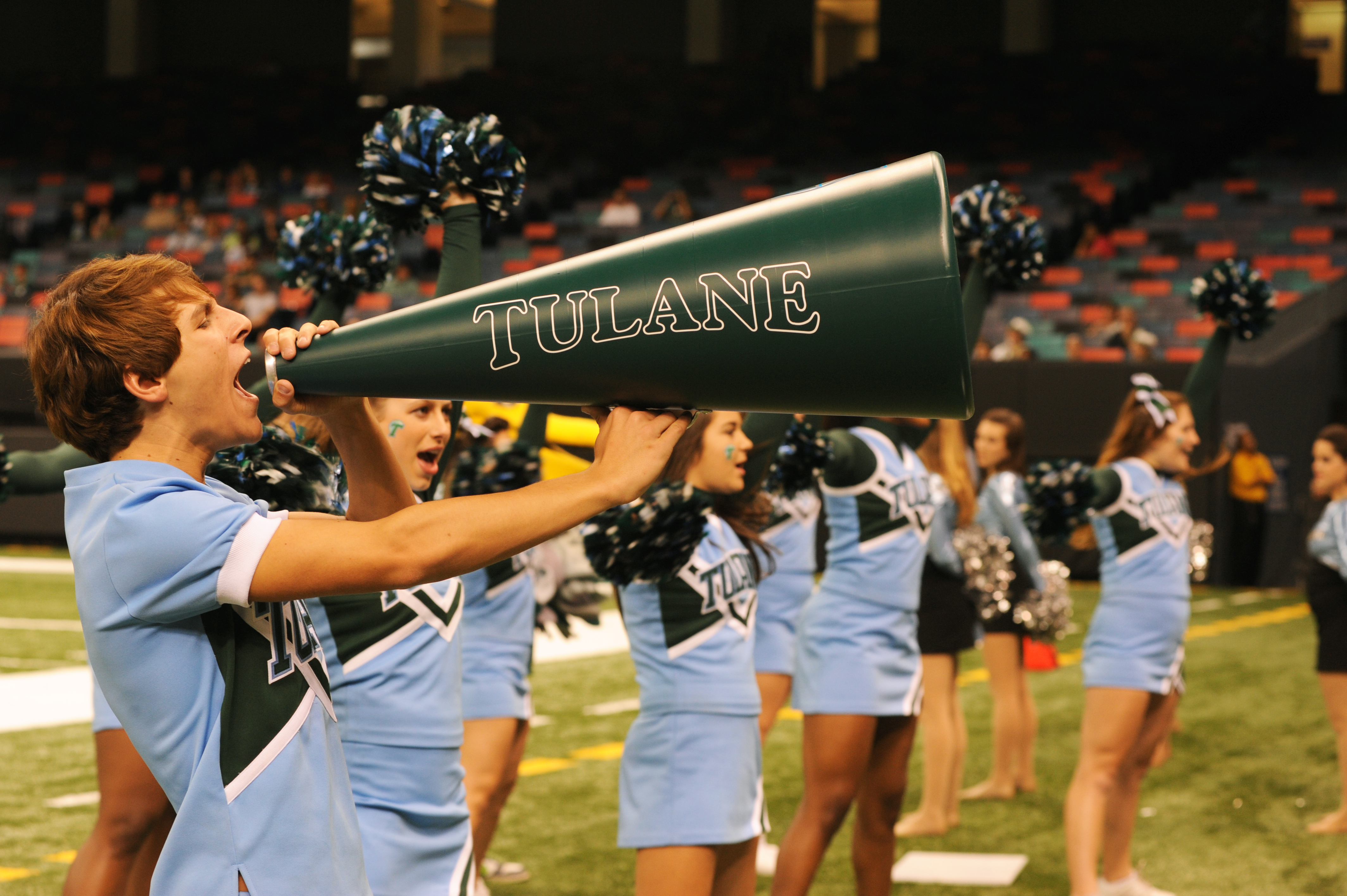
Cheer

Der Cheer ist ein dynamischer Anfeuerungsruf, um das Publikum zu animieren. Er ist optionaler Bestandteil einer Meisterschafts-Routine. Optimalerweise wird der Cheer durch Equipment wie Megaphone, Schilder und Pompon unterstützt. Auch Bewegungen, Ausstrahlung, Stunts und Pyramiden helfen dabei, das Publikum anzuleiten. Der Cheer kommt üblicherweise ganz am Anfang einer Routine und muss mindestens 30 Sekunden lang sein.

### Tumbling
Tumbling sind Elemente des Bodenturnens, wie zum Beispiel Radschlag, Flickflack, Salto. Tumbling-Elemente können auf zwei Arten gezeigt werden:
Standing Tumbling
Das erste Element wird aus dem Stand eingeleitet.
Running Tumbling
Das erste Element wird mit einer Radwende eingeleitet.
Alle Tumbling-Elemente werden während der gesamten Routine eingebunden. 

### Stunts
Ein Stunt ist eine komplexe Hebefigur mit mindestens zwei (Partnerstunt) oder bis zu fünf Personen (Groupstunt). Stunts bestehen aus einem Aufgang, Übergang/Übergänge und Abgang. Ein Groupstunt besteht aus folgenden Positionen:
Main Base und Side Base
Sie stehen sich gegenüber und tragen sowie heben den Flyer auf den Handinnenflächen. Sie fangen den Rücken und die Beine des Flyers. Bases benötigen viel körperliche Kraft.
Back(-spot/-scoop)
Dieser hilft dem Flyer in den Stunt und umfasst die Fußgelenke des Flyers oder die Handgelenke der Bases. Je nach Grifftechnik wird den Bases Gewicht abgenommen und/oder der Flyer stabilisiert. Der Back fängt den Schulter-Kopf-Bereich des Flyers.
Flyer/Top
Ist die Person auf dem Stunt. Der Flyer benötigt viel Körperspannung und Körperkontrolle, um die entsprechenden Elemente auf den Händen der Bases auszuführen. Wichtig ist für Flyer auch, gut gedehnt zu sein, um Bodypositions ziehen zu können. Bodypositions ähneln einer Standwaage aus dem klassischen Turnen: Stretch, Scale, Arabesque, Bow n Arrow, Needle, Scorpion oder in hohen Levels auch ein Handstand.
Front
Sie unterstützt die Bases an den Handgelenken und fängt die Beine des Flyers. Diese Position wird oft nur am Anfang eingesetzt, bis der Stunt sicher steht.
Spotter
Spotter („Spot“ = save person on top) sind Personen, die einen Stunt absichern. Sie können sowohl aus dem auftretenden Team kommen (intern) oder zusätzliche Personen sein, die ansonsten nicht am Programm teilnehmen (extern). Externe Spotter dürfen im Gegensatz zu internen Spottern nicht aktiv eingreifen oder einen Beitrag zum Auftritt leisten. Die Hauptaufgabe des Spotters besteht darin, beim Zusammenbruch eines Stunts oder einer Pyramide Stürze abzufangen, um Verletzungen zu vermeiden.
Partnerstunts bestehen lediglich aus einem Flyer und einer Base (siehe Foto „Partnerstunt Stretch“).

#### Pyramiden
Setzt man mehrere Stunts zu einem größeren Gesamtbild zusammen, bezeichnet man dies als Pyramide. Hierbei unterscheidet man in 2 (Flyer stehen weiterhin auf den Bases und stützen sich gegenseitig) und 2 ½ High (Flyer haben keinen Kontakt mehr zu den Bases und werden von Flyer/n gehalten). Üblicherweise ist das komplette Team an einer Pyramide beteiligt.

#### Basket Toss
Die beiden Bases der Basket-Group umschließen hierbei ihre Handgelenke so, dass sich eine Art Korb bildet. Der Flyer steigt mit seinen Füßen hinein und wird hoch in die Luft geworfen. Am höchsten Punkt leitet der Flyer das Element ein. Beispielsweise: Rückwärtssalto, vertikale Drehungen, Jump-Variationen (z. B. Toe Touch), Schraube. An einem Basket Toss sind vier bis fünf Leute beteiligt. Der aktuelle Weltrekord mit 5,70 m Höhe wird von den Dolphins des Sportclub Krefeld 05 gehalten.

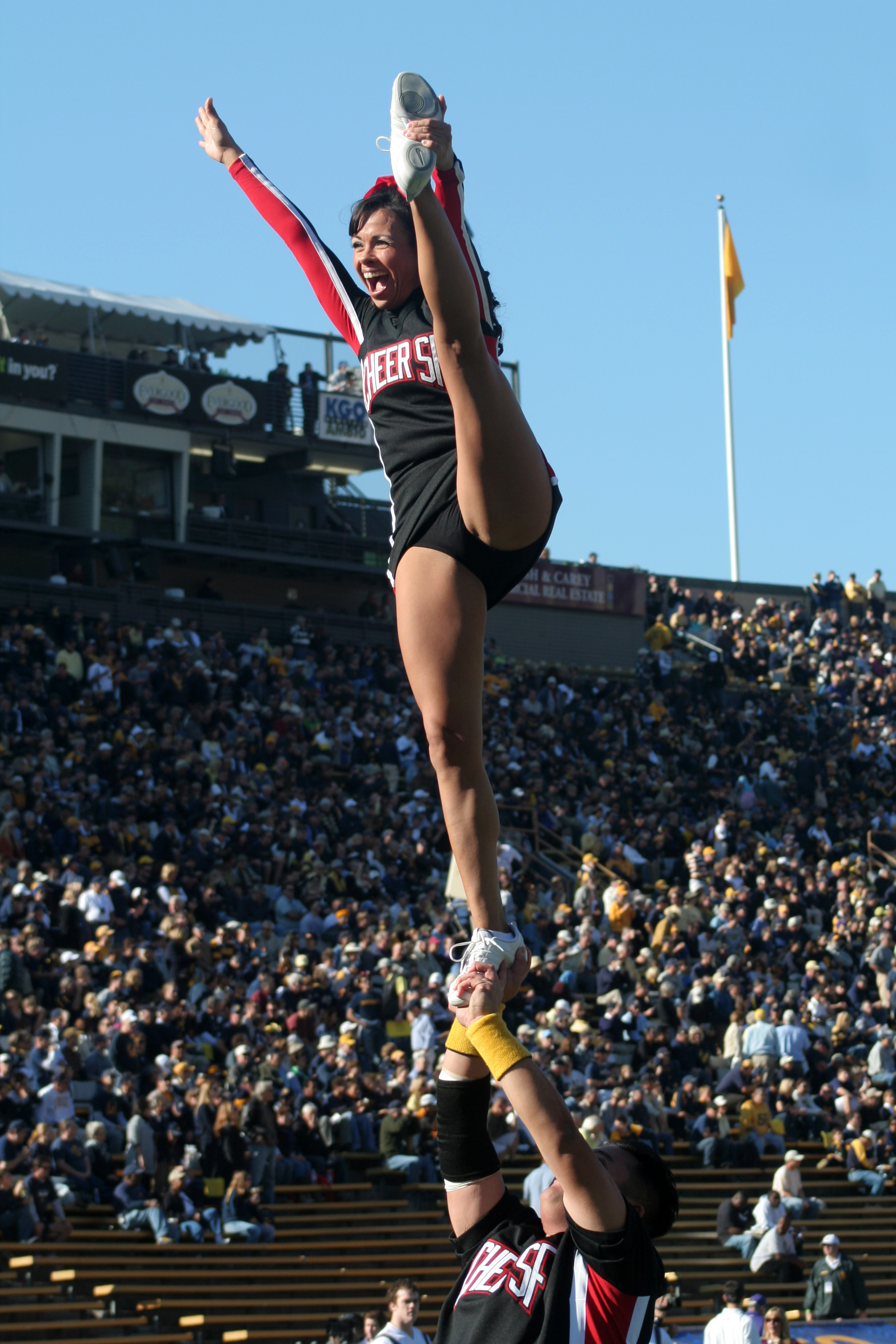
Partnerstunt Stretch
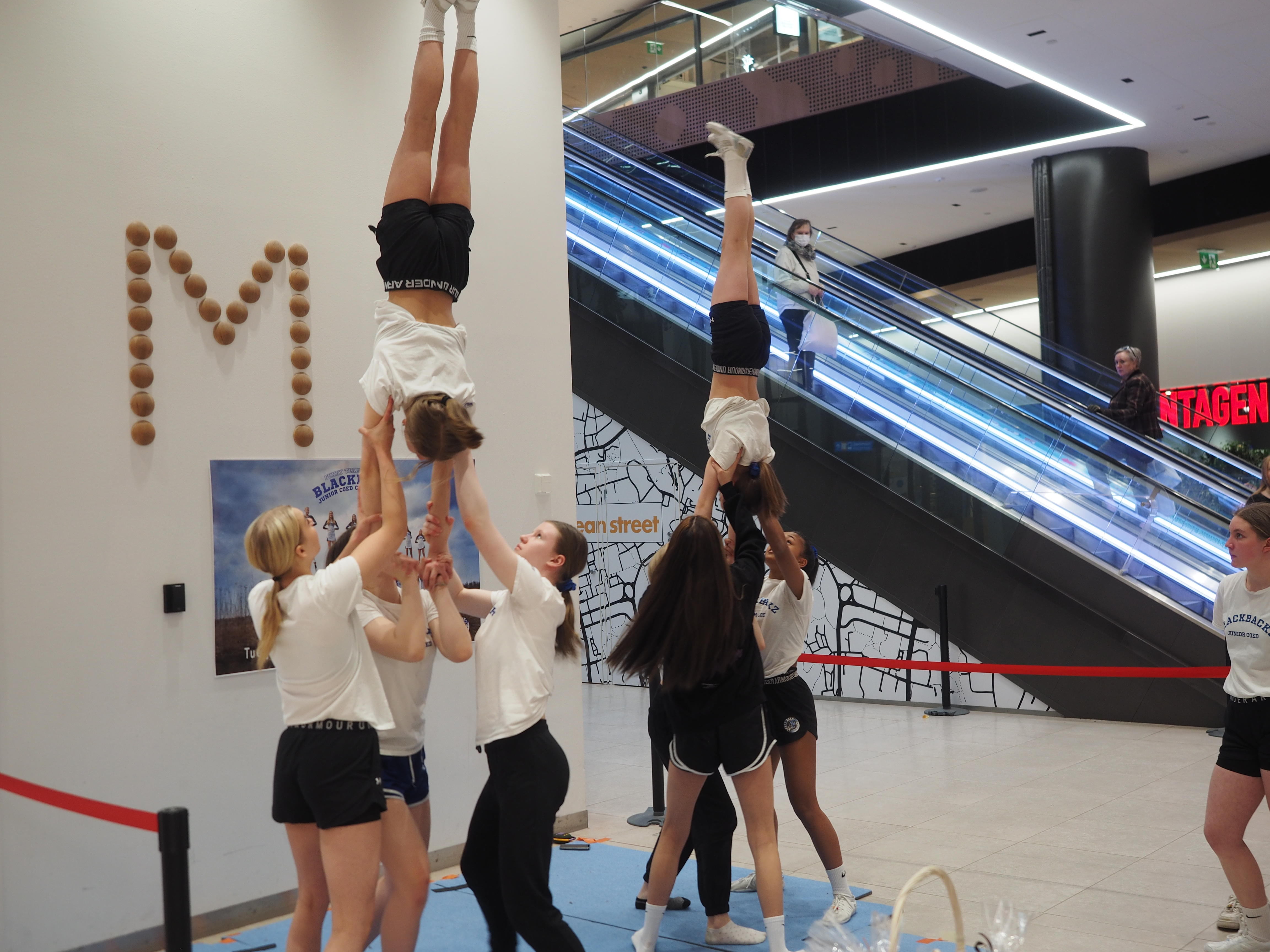
Handstand
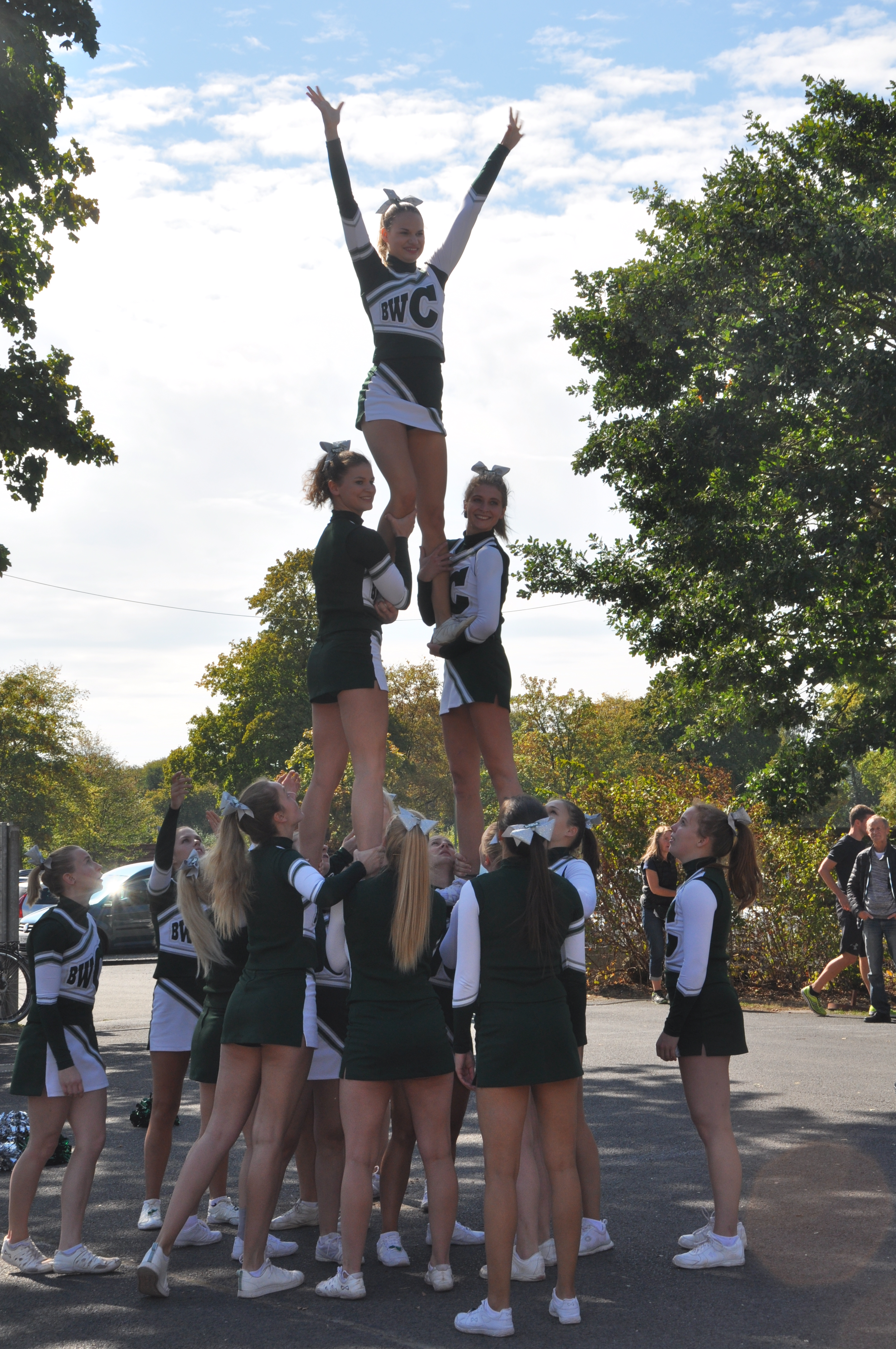
Pyramiden
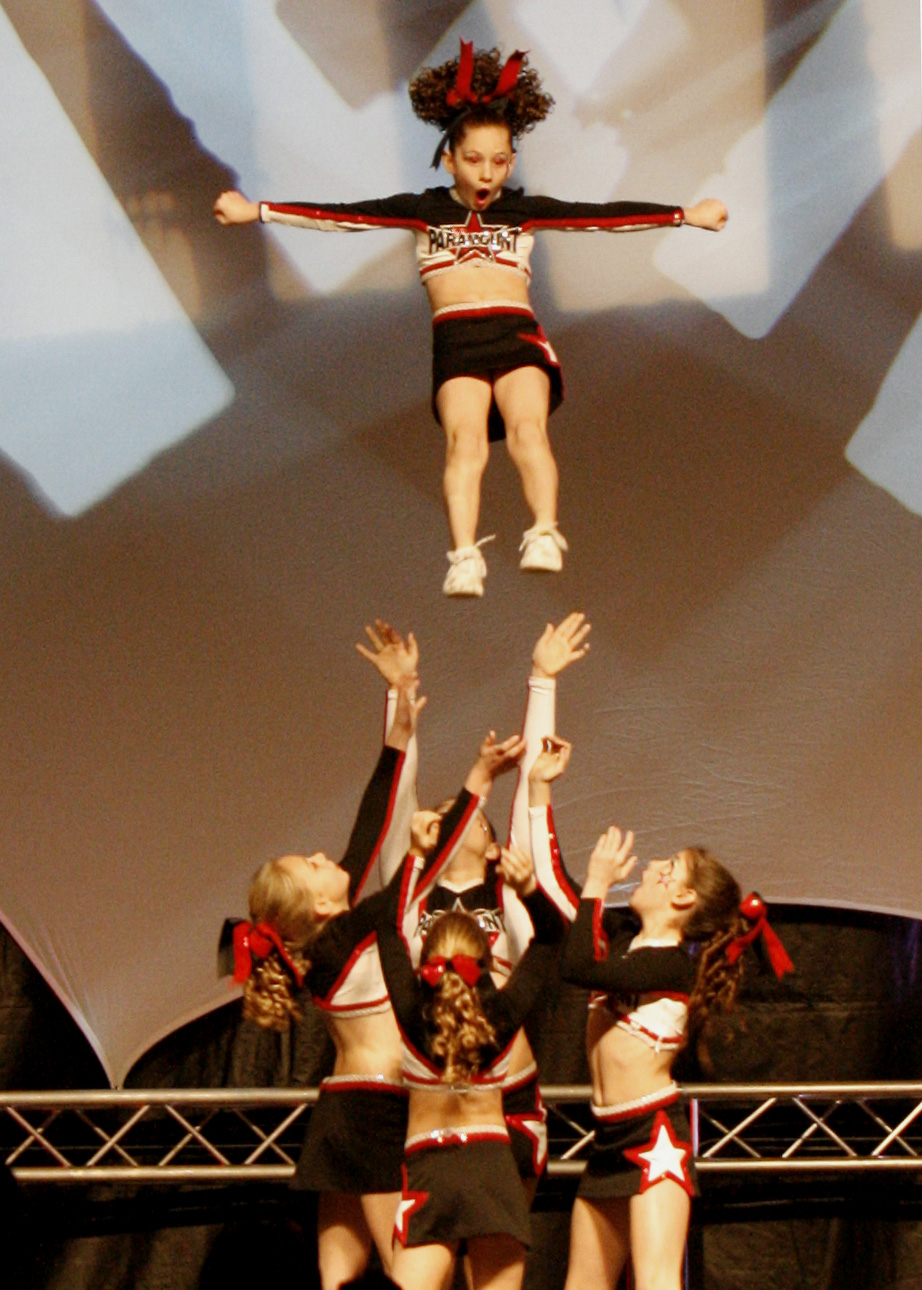
Basket Toss

### Jumps

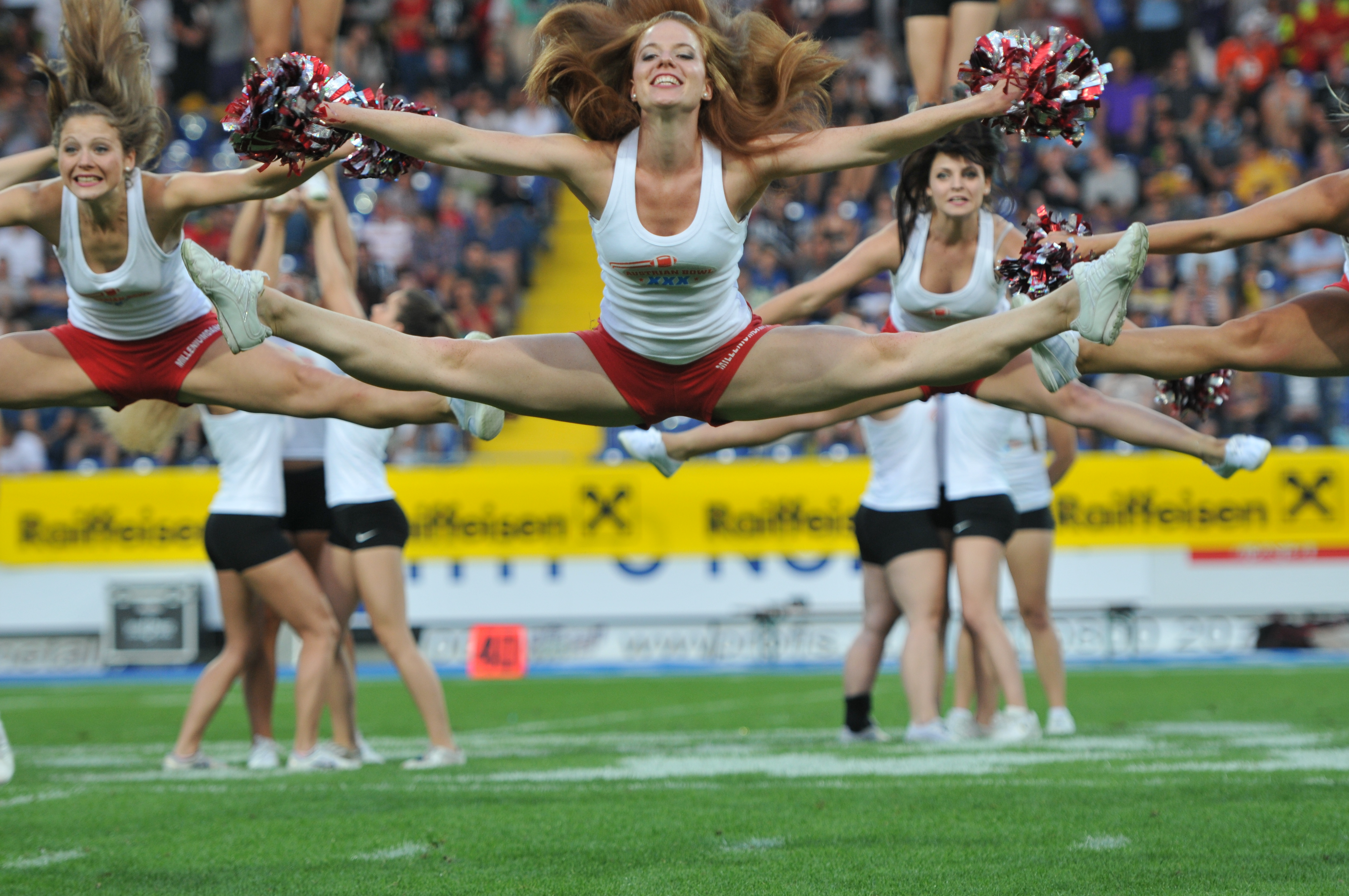
Jump – Toetouch

Jumps, auf Deutsch Sprünge, sollten ursprünglich Freude zum Ausdruck bringen. Auch in Meisterschafts-Routines sind Sprünge ein fester Bestandteil. Es gibt unterschiedliche Sprünge:
Pencil/T
Im Sprung werden die Arme ausstreckt. Der Sprung sieht wie der Buchstabe T aus und wird daher auch so genannt.
Tuck
Die Beine werden im Sprung so nah wie möglich an die Brust gezogen.
Spread Eagle/X
Die Arme werden V-förmig nach oben streckt und mit gespreizten Beinen abgesprungen springt. Der Sprung sieht wie der Buchstabe X aus und wird daher auch so genannt.
Toe Touch
Es wird beidbeinig abgesprungen und die Beine werden mit einem möglichst großen Spreizwinkel geöffnet, dabei sollen die Füße möglichst hoch kommen. Der Toe Touch ist dem Sissone-Sprung oder Spagatsprung sehr ähnlich.
Pike
Nach dem Absprung werden beide Beine, mit geschlossenen Knien, nach vorne gestreckt, während die Arme in Richtung der Füße nach vorne klappen.
Around the World
Beginnt mit einem Pike der in der Luft zu einem Toe Touch geöffnet wird.

### Dance

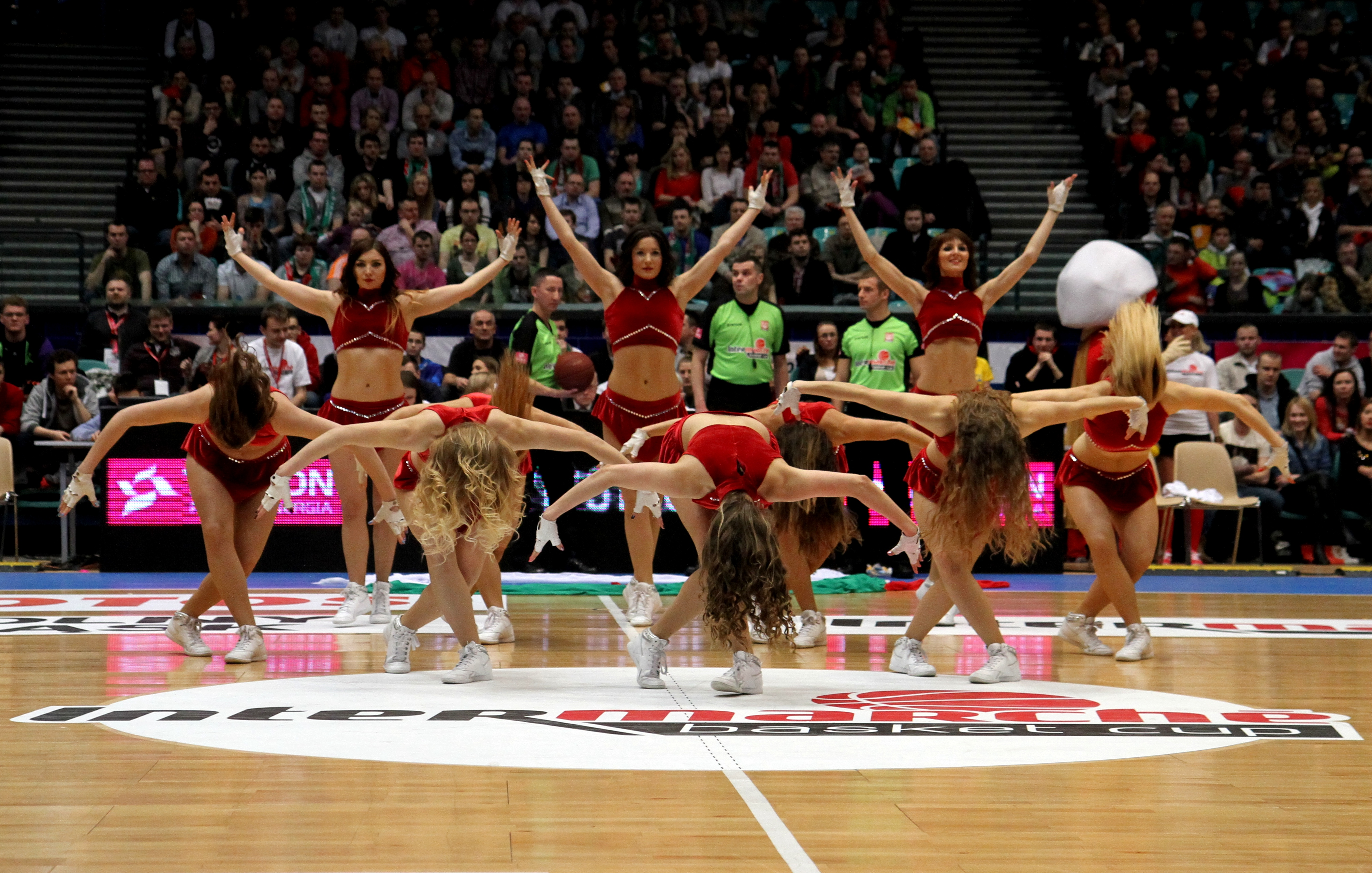
Performance Cheer

Dance, auf Deutsch Tanz, kann ein weiterer Bestandteil einer Routine sein und besteht aus einer Variation von Motions. Ähnlich dem Formationstanz sind Synchronität, Geschwindigkeit, Formationswechsel, Kreativität, Ausstrahlung, Energie, Technik und eine saubere Ausführung der Bewegungen wichtige Faktoren. Im CCVD ist der Dance heute im Cheer-Bereich kein Pflichtelement mehr. Dafür gibt es die spezielle Ausrichtungsform des Performance Cheer (siehe Beschreibung der Ausrichtungen) mit eigenen Meisterschaften.

### Motions
Motions sind fest definierte Armbewegungen, die mit Kraft und Spannung synchron ausgeführt werden. Sie finden Anwendung in Cheers, Chants, Stunts und Tänzen.

## Verbreitung

### Deutschland

#### Geschichte
Seit den 1980er Jahren wird Cheerleading auch in Deutschland immer populärer. 1988 fand die 1. Deutsche Meisterschaft im Rahmen des German Bowl X in Berlin statt, bei der die Düsseldorfer Pantherettes Meister wurden. Die erste Veranstaltung nur für Cheerleader findet 1991 mit dem Spirit Bowl in Köln statt. Das erste deutsche Regelwerk erscheint 1992. 1999 wird die Ausrichtung „Cheerdance“ eingeführt. 2003 wurde die Cheerleadervereinigung Deutschland (CVD) als ein Unterorgan des American Football Verband Deutschland (AFVD) gegründet. 2007 wurde Cheerleading und Cheerperformance Verband Deutschland (CCVD) als eine eigenständige und unabhängige Interessenvertretung gegründet. Der CCVD ist seit Dezember 2017 Mitglied im Deutschen Olympischen Sportbund (DOSB).
Mittlerweile zählt der CCVD über 30.000 Mitglieder, die über ihre Vereine in 16 Landesverbänden organisiert sind. Cheerleading wird auch als Schulsport angeboten, da es Rhythmisierungsfähigkeit, Kraft, soziale Kompetenz und Vertrauen fördert.

#### Wettkämpfe
Europäische Wettbewerbe des CVD werden von der European Cheerleading Association (ECA) durchgeführt, der dazugehörige Weltverband ist die International Federation of Cheerleading (IFC).
Das Wettkampfangebot des CCVD reicht von Breiten- bis Leistungssport, die deutsche Cheerleading-Bundesliga umfasst alle Teams, die auf den Regionalmeisterschaften und der Deutschen Meisterschaft des CCVD mindestens 14 Punkte erreichen. Europäische Wettbewerbe des CCVD werden von der European Cheer Union (ECU)  durchgeführt. Der dazugehörige Weltverband ist die International Cheer Union (ICU). Die ICU ist ein anerkanntes Mitglied im IOC.
Jeder Verband hat unterschiedliche Altersklassen, die Schwierigkeitsgrade werden in verschiedene Level (0-7) unterschieden. Bei offenen Meisterschaften, die von kommerziellen Unternehmen oder Vereinen ausgerichtet werden, werden oft weitere Kategorien angeboten.

### Österreich
Das erste Team wird 1990 bei den Klosterneuburg Mercenaries gegründet. 1994 wird die erste Meisterschaft ausgerichtet. Bei der II. Österreichisch Cheerleader Meisterschaft 1995 in Salzburg wird das erste Regelwerk eingeführt. Das österreichische Nationalteam im Cheerleading wurde bei den ICU World Championships 2022 in der Kategorie Senior All Girl Elite Weltmeister. 2024 wird Cheerleading von der Sport Austria offiziell als Sportart in Österreich anerkannt. Der Österreichischer Cheersport Verband gliedert sich in sechs Landesverbänden, in über 30 Vereinen und ist in der European Cheer Union (ECU) sowie der International Cheer Union (ICU) Mitglied. Er veranstaltet die Landes- sowie Nationalmeisterschaften.

### Schweiz
In der Schweiz wurden die ersten Cheerleading-Teams 1991 gegründet. Die erste offizielle Schweizer Meisterschaften fand 2002 in Egg ZH statt. 2007 wurde die Swiss Cheer Association (SCA), als Cheerleading und Cheerdance Verband Schweiz (CCVS), gegründet. 2022 wird Cheerleading vom Swiss Olympic Association offiziell als Sportart in der Schweiz anerkannt. Die Swiss Cheer Association vertritt 25 Vereine mit insgesamt über 1500 Athletinnen und Athleten. Sie ist in der European Cheer Union (ECU) sowie der International Cheer Union (ICU) Mitglied und veranstaltet die Swiss National Cheer Championship (SCA).

## Rekorde
Im Guinness-Buch der Rekorde wird ein 2018 aufgestellter Weltrekord mit 2.102 Teilnehmern aufgeführt.